# Episodi de Il giudice e il commissario

## Pilota (2000)
1. Il giusto movente (titolo originale: Justice d'une mère) (1)

con Ingrid Chauvin

## Prima stagione (2002)
1. Segreto militare (titolo originale: Secret-defence) (2)
2. La finta squillo (titolo originale: Une occasione en or) (3)

con Ingrid Chauvin

## Seconda stagione (2002-2003)
1. Dodici anni dopo (titolo originale: Dette d'amour) (4)
2. Un amore di gioventù (titolo originale: Un amour de junesse) (5)
3. Un uomo disperato (titolo originale: L'école de vice) (6)
4. Un appuntamento fatale (titolo originale: Crime passionnel) (7)
5. L'apparenza inganna (titolo originale: À bout de force) (8)
6. La residenza (titolo originale: L'œil de Caïn) (9)

con Ingrid Chauvin

## Terza stagione (2003-2004)
1. L'uomo del bosco (titolo originale: Tableau de chasse) (10)
2. Un alibi perfetto (titolo originale: Les beaux quartiers) (11)
3. Protezione ravvicinata (titolo originale: Protection rapprochée) (12)
4. Perché giustizia sia fatta (titolo originale: Mortelle orpheline) (13)

con Ingrid Chauvin

## Quarta stagione (2004-2005)
1. Il segreto (titolo originale: Intime conviction) (14)
2. Bellezza fatale (titolo originale: Beauté fatale) (15)
3. Follia d'amore (titolo originale: Amour fou) (16)
4. Morte di uno chef (titolo originale: Meurtre à la carte) (17)

con Ingrid Chauvin

## Quinta stagione (2005-2006)
1. Un criminale senza nome (titolo originale: Un criminel sans nom) (18)
2. L'eredità (titolo originale: Héritage) (19)
3. Debito di sangue (titolo originale: Dette de sang) (20)
4. La foto truccata (titolo originale: Clichés meurtriers) (21)
5. Al di sopra di ogni sospetto (titolo originale: Secrets de famille) (22)

con Ingrid Chauvin

## Sesta stagione (2006-2007)
1. Promozione mortale (titolo originale: Promotion mortelle) (23)
2. Parole sbagliate (titolo originale: Paroles interdites) (24)
3. Mensa mortale (titolo originale: Cantine mortelle) (25)

con Ingrid Chauvin

## Settima stagione (2007-2008)
1. (titolo originale: La fille de l'air) (26)
2. (titolo originale: Fragile liberté) (27)
3. (titolo originale: Pour le meilleur...) (28)
4. (titolo originale: Immunité) (29)
5. (titolo originale: Sur le vif) (30)
6. (titolo originale: Meurtre ascendant Scorpion) (31)
7. (titolo originale: Speed dating) (32)

con Aylin Prandi

## Ottava stagione (2008-2009)
1. (titolo originale: Une femme parfaite) (33)
2. (titolo originale: La robe et la justice) (34)
3. (titolo originale: Passager clandestin) (35)
4. (titolo originale: La reine de coeur) (36)
5. (titolo originale: Soirées privées) (37)
6. (titolo originale: Bleu comme la mort) (38)
7. (titolo originale: Un loup dans la bergerie) (39)
8. (titolo originale: La vérité sur le bout des doigts) (40)
9. (titolo originale: La Nécropole) (41)
10. (titolo originale: Mort sur le net) (42)

con Noémie Elbaz

## Nona stagione (2009)
1. (titolo originale: Cœur de lion) (43)
2. (titolo originale: La dernière carte) (44)

con Noémie Elbaz